# Traité de Lambeth
Le traité de Lambeth (ou traité de Kingston upon Thames) est signé le 11 septembre 1217 et marque la fin de la première Guerre des barons d'Angleterre, commencée en 1215. 
Louis « le Lion », fils du roi de France Philippe Auguste, qui avait conquis une partie du pays en 1216, renonce au trône d’Angleterre après une tentative de conquête du pays. La couronne échoit à Henri III d'Angleterre alors âgé de 9 ans, moyennant certaines compensations, dont l'amnistie et la levée de l'excommunication des barons rebelles ainsi que le paiement d'une importante somme, 10 000 marcs, à l'égard de Louis « le Lion ».